# NGC 6792
NGC 6792 (другие обозначения — PGC 63096, UGC 11429, MCG 7-40-2, ZWG 230.5, IRAS19193+4302) — спиральная галактика с перемычкой (SBb) в созвездии Лира.
Этот объект входит в число перечисленных в оригинальной редакции «Нового общего каталога».